# Gliese 623
Gliese 623 is een tweevoudige ster met een spectraalklasse van M 3.0 V en M V. De ster bevindt zich 25,59 lichtjaar van de zon.